# Jobst Henker
Jobst Henker (* 26. Dezember 1941 in Radebeul) ist ein deutscher Mediziner (Kinder- und Jugendmedizin).
An das Abitur in Frankenberg 1960 schloss sich ab 1961 das Humanmedizinstudium in Berlin an der Humboldt-Universität sowie an der Medizinischen Akademie in Dresden an, wo er von 1967 bis 1970 am Pathologischen Institut als Assistenzarzt arbeitete. In diese Zeit fällt auch seine dortige Promotion 1968.
Seit 1970 nahm er an der Klinik und Poliklinik der Dresdner MedAk bzw. ihrer Nachfolgeinstitution, dem Universitätsklinikum Dresden, verschiedene ärztliche Funktionen wahr: Ab 1974 war er Facharzt für Kinderheilkunde, der 1981 die Facultas Docendi erhielt. Nach seiner Promotion B 1984 arbeitete er ab dem Folgejahr als Oberarzt. 
Im Jahr 1990, als Privatdozent und Subspezialist für Gastroenterologie bei Kindern, hospitierte er in Toronto am Hospital for Sick Children.
Seit 1995 ist er außerplanmäßiger Professor an der Klinik und Poliklinik für Kinder- und Jugendmedizin der Medizinischen Fakultät der TU Dresden bzw. am dortigen Universitätsklinikum. Seit den 1990er Jahren hat Henker eine Reihe von Veröffentlichungen zum Thema Pädiatrie geschrieben.